# 京都産業大学馬術部
京都産業大学体育会馬術部（きょうとさんぎょうだいがく たいいくかい ばじゅつぶ、Kyoto Sangyo University Equestrian Team）は、京都産業大学体育会、京都府馬術連盟、関西学生馬術連盟、全日本学生馬術連盟、日本馬術連盟に所属する大学馬術チーム。
大学開学前から創設者荒木雄豪の尽力により実質的に活動を開始し、1965年4月の開学と同時に、同大学の課外活動クラブの第1号として創部した。1928年のアムステルダムオリンピックに出場した日本馬術の創始者遊佐幸平がオリンピック出場当時に購入した、エルメスの鞍が保管されている。

## 概観

### 概要
- 名称：京都産業大学体育会馬術部
- 設立：1965年（昭和40年）4月21日

### 指導者
- 部長：小林一彦
- 監督：水野慶治
- コーチ：谷口泱、古澤康史
- 技術顧問：内門陽司
- 相談役：林半次、長谷川倫太郎

### 施設
- 馬場敷地：60×100m
- 厩舎建坪：1,600m2
- 馬房数：20馬房
- 附属施設：バンケット、水濠、ナイター、シャワー、会議室、飼料庫、仮厩舎2棟

### 本拠地
〒603-8002
京都府京都市北区上賀茂神山1番地　京都産業大学総合グラウンド内馬場

## 創部と沿革

### 創設者
馬術部創設者の荒木雄豪（1925年-2012年9月2日）は、大学創設者・初代総長である荒木俊馬の長男。京都府馬術連盟の初代理事長を務めた。
- 1960年（昭和35年）：第17回ローマオリンピック出場
- 1968年（昭和43年）：第19回メキシコシティオリンピック出場

### 年表
- 1965年4月21日 - 京都産業大学開学と同時に馬術部開部。荒木学長、和田部長夫妻、岩畔理事、小野理事、寺尾学生部長、坪田コーチ、平木コーチ、部員6名にて開部式。
- 1965年7月 - 2代目厩舎（京都乗馬クラブ）へ
- 1967年2月 - 3代、4代目厩舎（現厩舎北川崖下敷地）へ
- 1968年12月 - 現厩舎へ
- 1969年 - 全日本学生馬術大会の団体競技で優勝[2]。

## 大学との密接な関係
京都産業大学の開学と馬術部の創設は、前述の通りその設立経緯から、切っても切れない関係である。その結果、開学当時から馬術部は、功績を残している。

### 開学当時の功績
開学当時から活動していた馬術部は、荒木雄豪を慕って入学した部員によって全日本馬術の選手権を獲得し、たちまち学生馬術界の頂点に押し上げた。新設大学の名を全国に響かせた功績は大きい  。
同大学が開学した当時、学舎らしい建物は鉄筋四階建の本館のみで、赤い地肌を剥き出した北側の空地を、馬術部が占めていた。開学後間もなく、馬術部はたちまち日本の学生馬術界の頂点に駆け上がった。新設大学の広告塔の役割を果たし、活躍に引っ張られて体育会クラブや文化クラブの部活動が盛んになり、キャンパス全体に活力をみなぎらせる原動力となった 。

## 活動内容

### 学内活動・地域活動
- ふれあい教室 - 2003年より不登校児を招いてふれあい教室を実施
- 京都産業大学/What's New より-馬術部による「アニマルセラピー」が「大学地域連携モデル創造支援事業」に認定[7]
- 体育教育科目　馬術のサポート - 京都産業大学/体育教育科目
- 市民講座/生涯学習　スポーツ教室 馬術コース

## 主な出身者
- 堀尾容造（ミヨシ油脂代表取締役社長）
- 渕上巌（京セラソーラーコーポレーション代表取締役専務）
- 宮本博（JRA調教師）
- 大久保龍志（JRA調教師）
- 飯田良弘（園田競馬調教師）
- 鈴木孝志（JRA調教師）
- 高柳大輔（JRA調教師）
- 佐渡一毅（東京2020オリンピック馬場馬術日本代表選手）

### 公式サイト
- 京都産業大学馬術部

- 馬術部 | クラブ・サークル紹介 | クラブ・サークル | 学生生活 | 京都産業大学

### SNS
- 京都産業大学馬術部 (@bajutubu) - X（旧Twitter）
- 京都産業大学馬術部 (@bajutubu) - Instagram
- 京都産業大学馬術部 (bajutubu) - Facebook
- 京都産業大学馬術部 (@bajutubu) - LINE公式アカウント
- 京都産業大学馬術部 (@bajutubu) - TikTok
- 京都産業大学馬術部 - YouTubeチャンネル